# 2013 en fantasy
| Années de la fantasy : 2010 - 2011 - 2012 - 2013 - 2014 - 2015 - 2016    |
| Décennies de la fantasy : 1980 - 1990 - 2000 - 2010 - 2020 - 2030 - 2040 |

L'année 2013 a été marquée, en matière de fantasy, par les événements suivants.

## Romans - Recueils de nouvelles ou anthologies - Nouvelles

### Romans
- Alice et l'Épouvanteur (Spook's: Alice), douzième tome de la série L'Épouvanteur écrite par Joseph Delaney
- An-Anshar, huitième tome de la série d’Anne Robillard Les Héritiers d'Enkidiev
- Le Conquérant, septième tome de la série d’Anne Robillard Les Héritiers d'Enkidiev
- Déraillé (Raising Steam), trente-cinquième et dernier livre des Annales du Disque-monde, série écrite par Terry Pratchett
- La Fille qui survola Féérie et coupa la Lune en deux (The Girl Who Soared Over Fairyland and Cut the Moon in Two), roman de fantasy de Catherynne M. Valente
- Fyre, septième et dernier roman de la série Magyk d'Angie Sage
- Neverland, troisième tome du second cycle de la saga Autre-Monde, écrite par Maxime Chattam
- L'Océan au bout du chemin (The Ocean at the End of the Lane), roman de Neil Gaiman
- Le Prince bâtard (The Willful Princess and the Piebald Prince), roman court de Robin Hobb
- Le Puits d'Argent (Blood of Dragons), roman de Robin Hobb et huitième et dernier tome du cycle Les Cités des Anciens
- La République des voleurs (The Republic of Thieves), roman de Scott Lynch
- La Revanche de l'épouvanteur (The Spook's Revenge), treizième tome de la série L'Épouvanteur écrite par Joseph Delaney
- La Saison des orages (Sezon burz), sixième roman et huitième volume de la série Le Sorceleur, écrite par Andrzej Sapkowski
- Sara-Anne, quatrième tome de la série d'Anne Robillard Les Ailes d'Alexanne
- Le Troisième Royaume (The Third Kingdom), second tome de la suite du cycle L'Épée de vérité, série de romans de Terry Goodkind
- Le Vol des dragons (Blood of Dragons), roman de Robin Hobb

### Recueils de nouvelles
- Au fil du temps, recueil de nouvelles de George R. R. Martin
- Dernières nouvelles de Majipoor (Tales of Majipoor), recueil de nouvelles de Robert Silverberg

### Ouvrages
- L'Encyclopédie du Hobbit, ouvrage collectif français sur l’œuvre de Tolkien

## Films ou téléfilms
- Pinocchio, téléfilm allemand en deux parties, réalisé par Anne Justice
- Les Schtroumpfs 2 (The Smurfs 2), film réalisé par Raja Gosnell

## Bandes dessinées, dessins animés, mangas
- 26 juin 2013 : début de la publication de la traduction en français de L'Attaque des Titans.